# Лінія 4 (Барселонський метрополітен)
41°26′57″ пн. ш. 2°10′56″ сх. д. / 41.449166666667° пн. ш. 2.1822222222222° сх. д.
Лінія 4 (кат. Línia 4 або línia groga) — четверта лінія Барселонського метрополітену. Відкрита у 1973 році. Нині функціонують 22 станції.

## Станції
- Тринітат-Нова
- Віа-Джулія
- Льюкмаджор
- Маргай
- Гінардо-Оспітал-де-Сант-Пау
- Альфонс X
- Джоанік
- Вердагер
- Жирона
- Пасейж-де-Грасіа
- Уркінаона
- Жауме I
- Барселонета
- Сьютаделья-Віла-Олімпіка
- Богатей
- Льякуна
- Побленоу
- Сельва-де-Мар
- Ель-Маресме-Форум
- Бесос-Мар
- Бесос
- Ла-Пау